# چرخه زیستی هاگ‌داران

ساختار سلولی یک هاگ‌دار معمولی: ۱-حلقه قطبی، ۲-مخروط، ۳-میکرونیم، ۴-روپتری، ۵-هسته، ۶-هستک، ۷-میتوکندری، ۸-حلقه خلفی، ۹-آلوئول، ۱۰-دستگاه گلژی، ۱۱-میکروپور

چرخه زیستی هاگ‌داران (انگلیسی: Apicomplexan life cycle) از مفاهیم زیست‌شناسی است.
هاگ‌داران، گروهی از انگل‌های درون‌یاخته‌ای، دارای مراحلی در چرخه زندگی زیستی خود هستند که به آنها اجازه می‌دهد در محیط‌های بسیار متنوعی که در طول چرخه زندگی پیچیده خود با آنها مواجه می‌شوند، زنده بمانند. هر مرحله از چرخه زندگی یک ارگانیسم هاگ‌دار با یک تنوع سلولی با ریخت‌شناختی و بیوشیمی متمایز مشخص می‌شود.
همه هاگ‌داران همه انواع سلولی و روش‌های تقسیم زیر را توسعه نمی‌دهند. این ارائه به عنوان طرح کلی یک ارگانیسم هاگ‌دار فرضی تعمیم یافته در نظر گرفته شده است.

## روش‌های تکثیر غیرجنسی
هاگ‌داران (اسپوروزوآها) از طریق روش‌های شکافت چندگانه (همچنین به عنوان شیزوگونی شناخته می‌شوند) تکثیر می‌شوند. این روش‌ها شامل گامتوگونی، اسپوروگونی و مروگونی می‌شود، اگرچه به دومی گاهی شیزوگونی می‌گویند، برخلاف معنای کلی آن.
- مروگونی: یک فرایند تولیدمثل غیرجنسی هاگ‌داران است. پس از آلوده کردن سلول میزبان، یک تروفوزوئیت (به فهرست زیر مراجعه کنید)، در حالی که به‌طور مکرر هسته سلول و سایر اندامک‌های خود را تکرار می‌کند، اندازه آن افزایش می‌یابد. در طول این فرایند، ارگانیسم به عنوان یک مرونت یا شیزونت شناخته می‌شود. سیتوکینز در مرحله بعد شیزونت چند هسته‌ای را به سلول‌های دختر یکسان متعددی به نام مروزوئیت (به واژه‌نامه زیر مراجعه کنید) تقسیم می‌کند که پس از پاره شدن سلول میزبان در خون آزاد می‌شوند. ارگانیسم‌هایی که چرخه زندگی آنها به این فرایند متکی است شامل تیلریا، بابزیا، پلاسمودیوم، و توکسوپلاسما گوندی است.
- اسپوروگونی: نوعی تولیدمثل جنسی و غیرجنسی است. این شامل کاریوگامی، تشکیل یک زیگوت است که به دنبال آن میوز و شکافت چندگانه انجام می‌شود. این منجر به تولید اسپوروزوئیت‌ها می‌شود.

شکل‌های دیگر تکثیر شامل اندودیوژنی و اندوپلیژنی است. اندودیوژنی فرآیندی از تولیدمثل غیرجنسی است که توسط انگل‌هایی مانند توکسوپلاسما گوندی مورد علاقه است. این شامل یک فرایند غیرمعمول است که در آن دو سلول دختر در داخل یک سلول مادر تولید می‌شوند که سپس قبل از جداسازی توسط فرزندان مصرف می‌شود.
- اندوپلی‌ژنی: تقسیم به چندین جاندار زنده به‌طور همزمان با جوانه‌زنی داخلی است.

مراحل عفونی:

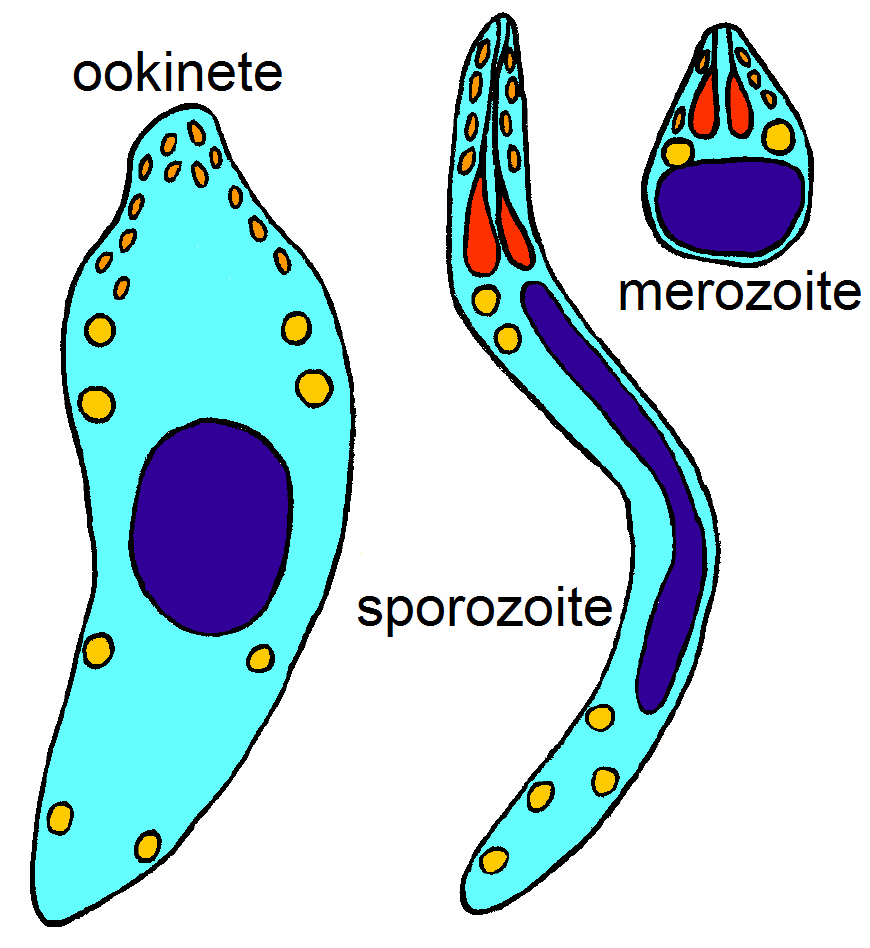
یک اوکینت (متحرک)، یک اسپوروزوئیت (متحرک) و یک مروزوئیت (متحرک) از پلاسمودیوم فالسیپاروم

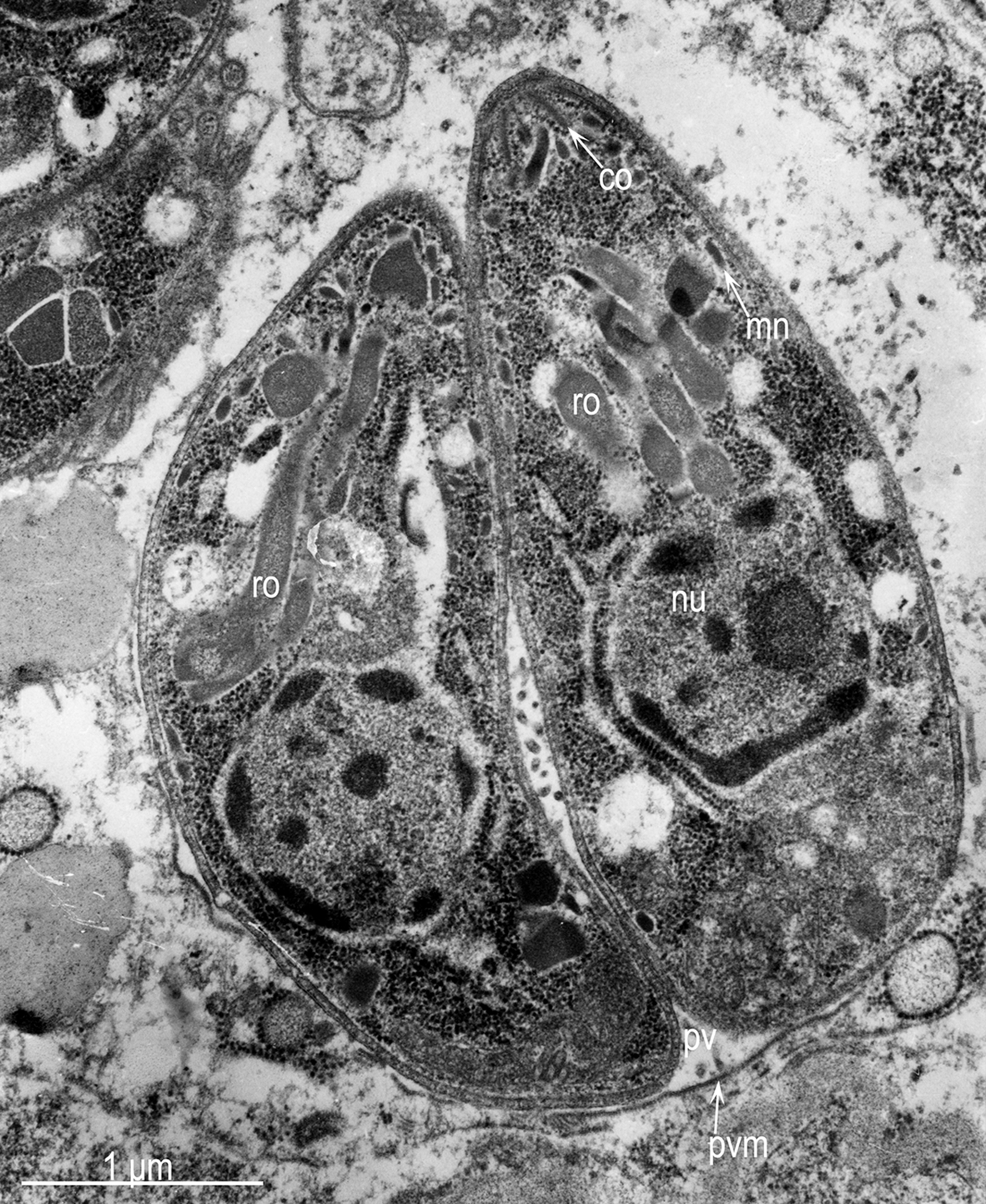
دو تاکی‌زوئیت از توکسوپلاسما گوندی، میکروسکوپ الکترونی عبوری

- اسپوروزوئیت: (یونانی باستان sporos، دانه + zōon، جاندار) شکل سلولی است که میزبان‌های جدید را آلوده می‌کند. به عنوان مثال، در پلاسمودیوم، اسپوروزوئیت‌ها سلول‌هایی هستند که در غدد بزاقی پشه رشد می‌کنند، در طول خون‌خواری پشه را ترک می‌کنند و وارد سلول‌های کبد (هپاتوسیت‌ها) می‌شوند، جایی که تکثیر می‌شوند. سلول‌های آلوده به اسپوروزوئیت در نهایت می‌ترکند و مروزوئیت‌ها را در جریان خون آزاد می‌کنند. اسپوروزوئیت‌ها متحرک هستند و با حرکت لغزشی حرکت می‌کنند.
- مروزوئیت: (G. meros، قسمت [از یک سری] +zōon، جاندار) نتیجه مروگونی است که در داخل یک سلول میزبان اتفاق می‌افتد. در طی این مرحله، انگل سلول‌های میزبان را آلوده می‌کند و سپس هسته خود را تکثیر کرده و باعث تقسیم سلولی در شکلی از تولیدمثل غیرجنسی می‌شود. در کوکسیدیوز، مروزوئیت‌ها اولین مرحله از چرخه زندگی داخلی کوکسیدیان را تشکیل می‌دهند. در مورد پلاسمودیوم، مروزوئیت‌ها گلبول‌های قرمز را آلوده می‌کنند و سپس به سرعت به صورت غیرجنسی تولیدمثل می‌کنند. میزبان گلبول قرمز توسط این فرایند از بین می‌رود و بسیاری از مروزوئیت‌های جدید را آزاد می‌کند که به دنبال میزبان‌های جدید منتقل شده توسط خون می‌روند. مروزوئیت‌ها متحرک هستند. قبل از شکافت، مروزوئیت به عنوان شیزوزوئیت نیز شناخته می‌شود.
- گامتوسیت: (G. gametēs، شریک + kytos، سلول) نامی است که به سلول‌های تشکیل‌دهنده گامت انگل داده می‌شود. یک گامت نر تقسیم می‌شود تا میکروگامت‌های تاژک‌دار زیادی تولید کند، در حالی که گامت ماده به یک ماکروگامت تبدیل می‌شود.
- اوکینت: (G. ōon، تخم مرغ + kinētos، متحرک) یک زیگوت بارور شده است که قادر به حرکت خود به خود است. به سلول‌های اپیتلیال پوشاننده روده میانی پشه‌ها نفوذ می‌کند تا یک ساختار با دیواره ضخیم به نام اووسیست در زیر پوشش بیرونی روده پشه تشکیل دهد. اوکینت‌ها متحرک هستند و با حرکت لغزشی حرکت می‌کنند.
- تروفوزوئیت: (G. trophē، تغذیه + zōon، جاندار) مرحله تغذیه فعال و درون‌یاخته‌ای در چرخه زندگی آپیکامپلکسان است. تروفوزوئیت پس از تغذیه از میزبان خود، تحت شیزوگونی قرار می‌گیرد و به شیزونت تبدیل می‌شود و بعداً مروزوئیت‌ها را آزاد می‌کند.
- هیپنوزوئیت: (G. hypnos، خواب + zōon، جاندار) یک مرحله انگلی خاموش است که بیشتر به خاطر «... ارتباط احتمالی آن با نهفتگی و عود در عفونت‌های مالاریای انسانی ناشی از پلاسمودیوم اوال و پی ویواکس» شناخته شده است. [ هیپنوزوئیت‌ها مستقیماً از اسپوروزوئیت‌ها مشتق می‌شوند.
- بردیزوئیت: (bradys یونانی به معنای کند + zōon، جاندار) شکلی بی‌حرکت و کندرشد از ریزاندامگان زئونوز مانند توکسوپلاسما گوندی است که مسئول عفونت‌های انگلی هستند. در توکسوپلاسموز مزمن (نهفته)، بردیزوئیت‌ها به صورت میکروسکوپی به صورت خوشه‌هایی محصور شده توسط یک دیواره هلالی نامنظم (کیست) در بافت‌های ماهیچه‌ای و مغز آلوده دیده می‌شوند. همچنین به عنوان مروزوئیت برادیزوئیک شناخته می‌شود.
- تاکی‌زوئیت: (tachys یونانی به معنای سریع + zōon، جاندار) در مقابل بردیزوئیت، شکلی است که با رشد و تکثیر سریع مشخص می‌شود. تاکی‌زوئیت‌ها اشکال متحرک آن کوکسیدی‌هایی هستند که کیست کاذب بافتی را تشکیل می‌دهند، مانند توکسوپلاسما گوندی و سارکوسیس‌تیس. تاکی‌زوئیت‌ها که معمولاً به واکوئل‌های سلولی آلوده می‌شوند، با اندودیوژنی و اندوپلی‌ژنی تقسیم می‌شوند. همچنین به عنوان مروزوئیت تاکی‌زوئیک شناخته می‌شود (همان مرجع مجله برای «مروزوئیت برادیزوئیک»، در بالا).
- اووسیست: (ōon یونانی، به معنای تخم مرغ + kystis، مثانه) یک هاگ مقاوم و با دیواره ضخیم است که می‌تواند برای مدت طولانی در خارج از میزبان زنده بماند. زیگوت (رویان‌شناسی) در داخل هاگ ایجاد می‌شود که به عنوان محافظ آن در طول انتقال به میزبان‌های جدید عمل می‌کند. ارگانیسم‌هایی که اووسیست ایجاد می‌کنند شامل ایمریا، ایزوسپورا، کریپتوسپوریدیوم و توکسوپلاسما گوندی هستند.

پویایی از دست دادن ژن در ۴۱ ژنوم هاگ‌داران مورد مطالعه قرار گرفت. [از دست دادن ژن‌های به کار رفته در متابولیسم آمینو اسید و بیوسنتز استروئید را می‌توان با افزونگی متابولیک با میزبان توضیح داد. همچنین، ژن‌های بازسازی دی‌ان‌ای تمایل دارند که توسط هاگ‌داران با اندازه پروتئوم کاهش یافته از بین بروند، که احتمالاً نشان‌دهنده نیاز کاهش یافته برای ترمیم دی‌ان‌ای ژنوم‌ها با محتوای اطلاعاتی کمتر است. کاهش ترمیم دی‌ان‌ای ممکن است به توضیح نرخ بالای جهش در پاتوژن‌ها با اندازه ژنوم کاهش یافته کمک کند.